# 斯泰普诺希尔斯克

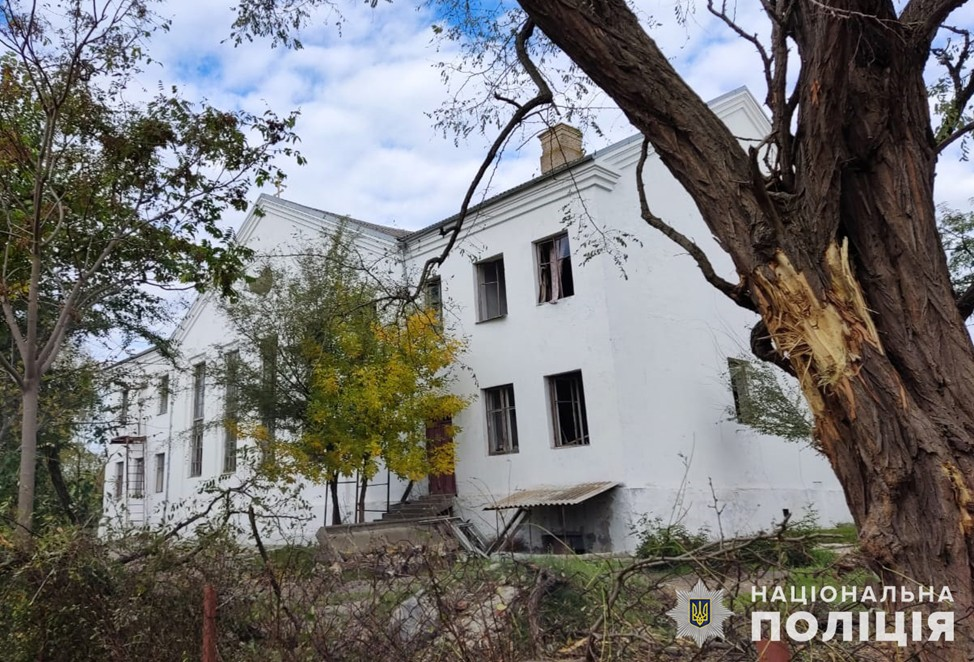
2022年10月24日遭俄军炮击后的圣芭芭拉教堂

斯泰普诺希尔斯克（羅馬化：Stepnohirsk）是烏克蘭南部扎波羅熱州瓦西里夫卡區斯泰普诺希尔斯克市镇内的鎮及其行政中心。面積3.85平方公里，海拔高度39米，2011年人口4,505，人口密度每平方公里1,169人。